# Oleg Ostapenko
Oleg Ostapenko (Kiev, 1945 — 3 de julho de 2021) foi um treinador ucraniano de ginástica artística, representante do Brasil entre os anos de 2001 e 2008. 

## Biografia
Em 2001, mudou-se para o país sul-americano para formar as ginastas brasileiras, ao lado de sua esposa, Nadijia, com quem tem dois filhos. No mesmo ano, passou a morar em Curitiba, ao lado de ex-assistente Iryna Ilyashenko, que trabalhava como treinadora da seleção brasileira. 
Enquanto técnico, tutelou ginastas ucranianas como Tatiana Lysenko, Tatiana Gutsu, Lilia Podkopayeva e Viktoria Karpenko, além das brasileiras medalhistas mundiais Daiane dos Santos e Daniele Hypólito. Após os Jogos Olímpicos de Pequim, em 2008, no qual terminou em oitavo lugar por equipes, anunciou sua retirada da seleção brasileira para treinar a equipe russa juvenil. Em setembro de 2011, Oleg retornou ao Brasil. Em parceria com o governo estadual paranaense, a federação local e o grupo LiveWright, movimento encabeçado por empresários e ex-atletas, passou a treinar as ginastas do Centro de Excelência de Ginástica (CEGIN), em Curitiba, visando as Olimpíadas de 2016, no Rio de Janeiro.Ficou na capital paranaense até 2015, quando voltou para seu país de origem.
Ostapenko estava com problemas pulmonares e renais e morreu em 3 de julho de 2021, aos 76 anos de idade, na Ucrânia.